# Adalberto Escobar
Adalberto Escobar (Asunción, 23 aprile 1949 – 26 giugno 2011) è stato un calciatore paraguaiano, di ruolo centrocampista.

## Carriera

### Club
Giocò nella massima serie paraguaiana e spagnola.

### Nazionale
Con la nazionale paraguaiana vinse la Copa América 1979.

## Palmarès

### Club

#### Competizioni nazionali
- Campionato paraguaiano: 3

Cerro Porteño: 1970, 1972, 1973